# Hyphessobrycon axelrodi
Hyphessobrycon axelrodi es una especie de pez de la familia Characidae en el orden de los Characiformes.

## Morfología
Los machos pueden llegar alcanzar los 2,2 cm de longitud total.

## Hábitat
Vive en zonas de clima tropical entre 22 °C - 23 °C de temperatura.

## Distribución geográfica
Se encuentra en la Isla de Trinidad.